# Jack Roslovic
John Roslovic (ur. 29 stycznia 1997 w Columbus, Ohio, Stany Zjednoczone) – hokeista amerykański, gracz ligi NHL, reprezentant Stanów Zjednoczonych.

## Kariera klubowa
- Miami University w Ohio (2015 - 18.07.2016)
- Winnipeg Jets (18.07.2016 - 
  -  Manitoba Moose (2016 - 2018)

## Kariera reprezentacyjna
- Reprezentant USA na MŚJ U-18 w 2015
- Reprezentant USA na  MŚJ U-20 w 2017

## Sukcesy
Indywidualne
- Występ w Meczu Gwiazd ligi AHL w sezonie 2016-2017
- Występ w Meczu Gwiazd ligi AHL w sezonie 2017-2018

Reprezentacyjne
- Złoty medal z reprezentacją USA na MŚJ U-18 w 2015
- Złoty medal z reprezentacją USA na  MŚJ U-20 w 2017